# Snowboard-Weltmeisterschaften 2019
Die 13. Snowboard-Weltmeisterschaften fanden vom 1. bis zum 10. Februar 2019 in Park City, Utah, USA statt. Die FIS vergab den Wettbewerb am 5. Juni 2014 auf ihrem Kongress in Barcelona an den einzigen Kandidaten. Sie wurden gleichzeitig mit den Freestyle-Skiing-Weltmeisterschaften abgehalten, somit gab es nach 2015 und 2017 zum dritten Mal eine „Doppel-WM“ aus Freestyle-Skiing und Snowboard.
Die Wettbewerbe wurden in den Skigebieten Deer Valley Resort, Canyons Resort und Park City Mountain Resort ausgetragen.

## Medaillenspiegel
| Platz | Land                   |   |   |   |   |
| ----- | ---------------------- | - | - | - | - |
| 1     | Vereinigte Staaten     | 4 | – | 3 | 7 |
| 2     | Russland               | 2 | 1 | – | 3 |
| 3     | Deutschland            | 1 | – | 4 | 5 |
| 4     | Schweiz                | 1 | – | 2 | 3 |
| 5     | Australien             | 1 | – | – | 1 |
|       | Tschechien             | 1 | – | – | 1 |
|       | Neuseeland             | 1 | – | – | 1 |
| 8     | Italien                | – | 2 | 2 | 4 |
| 9     | Österreich             | – | 1 | – | 1 |
|       | Vereinigtes Königreich | – | 1 | – | 1 |
|       | Slowenien              | – | 1 | – | 1 |
|       | Ukraine                | – | 1 | – | 1 |
|       | Japan                  | – | 1 | – | 1 |
|       | Volksrepublik China    | – | 1 | – | 1 |
|       | Kanada                 | – | 1 | – | 1 |
|       | Norwegen               | – | 1 | – | 1 |

## Ergebnisse

### Frauen

#### Snowboardcross
| Platz | Land | Sportler            |
| ----- | ---- | ------------------- |
| 1     | CZE  | Eva Samková         |
| 2     | GBR  | Charlotte Bankes    |
| 3     | ITA  | Michela Moioli      |
| 4     | ITA  | Francesca Gallina   |
| 5     | USA  | Lindsey Jacobellis  |
| 6     | ITA  | Raffaella Brutto    |
| 7     | FRA  | Chloé Trespeuch     |
| 8     | CAN  | Carle Brenneman     |
| 9     | FRA  | Nelly Moenne-Loccoz |
| 10    | SUI  | Lara Casanova       |
|       |      |                     |
| 12    | GER  | Hanna Ihedioha      |
| 16    | SUI  | Sina Siegenthaler   |
| 17    | GER  | Jana Fischer        |
| 19    | SUI  | Muriel Jost         |

Qualifikation: 31. Januar 2019; Finale: 1. Februar 2019

#### Halfpipe
| Platz | Land | Sportler          | Punkte |
| ----- | ---- | ----------------- | ------ |
| 1     | USA  | Chloe Kim         | 93,50  |
| 2     | CHN  | Cai Xuetong       | 84,00  |
| 3     | USA  | Maddie Mastro     | 82,00  |
| 4     | ESP  | Queralt Castellet | 81,00  |
| 5     | USA  | Arielle Gold      | 79,00  |
| 6     | SUI  | Verena Rohrer     | 75,00  |
| 7     | JPN  | Kurumi Imai       | 74,50  |
| 8     | CAN  | Elizabeth Hosking | 60,25  |
|       |      |                   |        |
| 19    | GER  | Leilani Ettel     |        |

Qualifikation: 6. Februar 2019; Finale: 8. Februar 2019

#### Slopestyle
| Platz | Land | Sportler             | Punkte |
| ----- | ---- | -------------------- | ------ |
| 1     | NZL  | Zoi Sadowski-Synnott | 91,75  |
| 2     | NOR  | Silje Norendal       | 88,75  |
| 3     | USA  | Jamie Anderson       | 87,25  |
| 4     | NLD  | Cheryl Maas          | 84,25  |
| 5     | JPN  | Reira Iwabuchi       | 82,75  |
| 6     | CAN  | Jasmine Baird        | 82,50  |
| 7     | SVK  | Klaudia Medlová      | 78,50  |
| 8     | CAN  | Brooke Voigt         | 78,25  |
|       |      |                      |        |
| 11    | SUI  | Sina Candrian        |        |
| 12    | SUI  | Isabel Derungs       |        |
| 13    | GER  | Nadja Flemming       |        |

Qualifikation: 9. Februar 2019; Finale: 10. Februar 2019

Das Finale wurde aufgrund zu starken Windes abgesagt. Gewertet wurde der Endstand der Qualifikation.

#### Parallelslalom
| Platz | Land | Sportler                   |
| ----- | ---- | -------------------------- |
| 1     | SUI  | Julie Zogg                 |
| 2     | UKR  | Annamari Dantscha          |
| 3     | GER  | Ramona Theresia Hofmeister |
| 4     | RUS  | Marija Walowa              |
| 5     | GER  | Selina Jörg                |
| 6     | SUI  | Patrizia Kummer            |
| 7     | AUT  | Sabine Schöffmann          |
| 8     | POL  | Aleksandra Król            |
| 9     | GER  | Cheyenne Loch              |
| 10    | AUT  | Daniela Ulbing             |
|       |      |                            |
| 13    | SUI  | Ladina Jenny               |
| 15    | SUI  | Nicole Baumgartner         |
| 17    | GER  | Carolin Langenhorst        |
| 19    | AUT  | Jemima Juritz              |
| 24    | AUT  | Claudia Riegler            |

Qualifikation und Finale: 5. Februar 2019

#### Parallel-Riesenslalom
| Platz | Land | Sportler                   |
| ----- | ---- | -------------------------- |
| 1     | GER  | Selina Jörg                |
| 2     | RUS  | Natalja Sobolewa           |
| 3     | SUI  | Ladina Jenny               |
| 4     | RUS  | Milena Bykowa              |
| 5     | RUS  | Marija Walowa              |
| 6     | UKR  | Annamari Dantscha          |
| 7     | GER  | Carolin Langenhorst        |
| 8     | AUT  | Sabine Schöffmann          |
| 9     | SUI  | Patrizia Kummer            |
| 10    | GER  | Ramona Theresia Hofmeister |
|       |      |                            |
| 17    | AUT  | Jemima Juritz              |
| 18    | SUI  | Julie Zogg                 |
| 21    | GER  | Cheyenne Loch              |
| 32    | AUT  | Daniela Ulbing             |
| 33    | AUT  | Claudia Riegler            |

Qualifikation und Finale: 4. Februar 2019

#### Big Air
Der am 5. Februar vorgesehene Big-Air-Wettbewerb der Frauen konnte wegen schlechten Wetterbedingungen nicht durchgeführt werden und wurde ersatzlos gestrichen.

### Männer

#### Snowboardcross
| Platz | Land | Sportler            |
| ----- | ---- | ------------------- |
| 1     | USA  | Mick Dierdorff      |
| 2     | AUT  | Hanno Douschan      |
| 3     | ITA  | Emanuel Perathoner  |
| 4     | ESP  | Lucas Eguibar       |
| 5     | USA  | Jake Vedder         |
| 6     | CAN  | Baptiste Brochu     |
| 7     | GER  | Paul Berg           |
| 8     | GER  | Leon Beckhaus       |
| 9     | AUS  | Alex Pullin         |
| 10    | FRA  | Loan Bozzolo        |
|       |      |                     |
| 16    | AUT  | Alessandro Hämmerle |
| 19    | GER  | Konstantin Schad    |
| 22    | SUI  | Tim Watter          |
| 26    | AUT  | Lukas Pachner       |
| 28    | GER  | Martin Nörl         |
| 31    | SUI  | Kalle Koblet        |
| 36    | AUT  | Luca Hämmerle       |
| 37    | SUI  | Jérôme Lymann       |

Qualifikation: 31. Januar 2019; Finale: 1. Februar 2019

#### Halfpipe
| Platz | Land | Sportler            | Punkte |
| ----- | ---- | ------------------- | ------ |
| 1     | AUS  | Scotty James        | 97,50  |
| 2     | JPN  | Yūto Totsuka        | 92,25  |
| 3     | SUI  | Patrick Burgener    | 91,25  |
| 4     | USA  | Toby Miller         | 90,00  |
| 5     | AUS  | Kent Callister      | 79,00  |
| 6     | JPN  | Ikko Anai           | 75,75  |
| 7     | CAN  | Derek Livingston    | 73,75  |
| 8     | CHN  | Zhang Yiwei         | 61,25  |
| 9     | SUI  | Jan Scherrer        | 38,75  |
| 10    | SUI  | Iouri Podladtchikov | DNS    |
|       |      |                     |        |
| 15    | GER  | Christoph Lechner   |        |
| 19    | GER  | André Höflich       |        |

Qualifikation: 6. Februar 2019; Finale: 8. Februar 2019

#### Slopestyle
| Platz | Land | Sportler            | Punkte |
| ----- | ---- | ------------------- | ------ |
| 1     | USA  | Chris Corning       | 93,25  |
| 2     | CAN  | Mark McMorris       | 93,00  |
| 3     | USA  | Judd Henkes         | 90,50  |
| 4     | JPN  | Hiroaki Kunitake    | 89,75  |
| 5     | JPN  | Takeru Otsuka       | 89,50  |
| 6     | NLD  | Niek van der Velden | 87,50  |
| 7     | NOR  | Mons Røisland       | 83,75  |
| 8     | BEL  | Sebbe De Buck       | 82,50  |
| 9     | FIN  | Rene Rinnekangas    | 78,50  |
| 10    | CAN  | Darcy Sharpe        | 75,75  |
|       |      |                     |        |
| 13    | AUT  | Clemens Millauer    |        |
| 22    | SUI  | Jonas Bösiger       |        |
| 35    | SUI  | Moritz Thönen       |        |
| 43    | SUI  | Gian Andrea Sutter  |        |

Qualifikation: 9. Februar 2019; Finale: 10. Februar 2019

Das Finale wurde aufgrund zu starken Windes abgesagt. Gewertet wurde der Endstand der Qualifikation.

#### Parallelslalom
| Platz | Land | Sportler            |
| ----- | ---- | ------------------- |
| 1     | RUS  | Dmitri Loginow      |
| 2     | ITA  | Roland Fischnaller  |
| 3     | GER  | Stefan Baumeister   |
| 4     | RUS  | Dmitri Sarsembajew  |
| 5     | ITA  | Aaron March         |
| 6     | AUT  | Andreas Prommegger  |
| 7     | BUL  | Radoslaw Jankow     |
| 8     | AUT  | Arvid Auner         |
|       |      |                     |
| 11    | AUT  | Benjamin Karl       |
| 13    | GER  | Christian Hupfauer  |
| 16    | AUT  | Lukas Mathies       |
| 25    | GER  | Elias Huber         |
| 30    | AUT  | Sebastian Kislinger |

Qualifikation und Finale: 5. Februar 2019

#### Parallel-Riesenslalom
| Platz | Land | Sportler            |
| ----- | ---- | ------------------- |
| 1     | RUS  | Dmitri Loginow      |
| 2     | SLO  | Tim Mastnak         |
| 3     | GER  | Stefan Baumeister   |
| 4     | RUS  | Vic Wild            |
| 5     | SLO  | Žan Košir           |
| 6     | AUT  | Lukas Mathies       |
| 7     | ITA  | Edwin Coratti       |
| 8     | SUI  | Dario Caviezel      |
|       |      |                     |
| 11    | AUT  | Alexander Payer     |
| 15    | GER  | Elias Huber         |
| 16    | AUT  | Andreas Prommegger  |
| 21    | GER  | Christian Hupfauer  |
| 30    | AUT  | Sebastian Kislinger |
| 32    | SUI  | Nevin Galmarini     |

Qualifikation und Finale: 4. Februar 2019

#### Big Air
Der am 5. Februar vorgesehene Big-Air-Wettbewerb der Männer konnte wegen schlechten Wetterbedingungen nicht durchgeführt werden und wurde ersatzlos gestrichen.

### Mixed

#### Snowboardcross Team
| Platz          | Land               | Sportler                             |
| -------------- | ------------------ | ------------------------------------ |
| Finale         |                    |                                      |
| 1              | Vereinigte Staaten | Mick Dierdorff Lindsey Jacobellis    |
| 2              | Italien I          | Omar Visintin Michela Moioli         |
| 3              | Deutschland        | Paul Berg Hanna Ihedioha             |
| 4              | Italien II         | Emanuel Perathoner Francesca Gallina |
| Kleines Finale |                    |                                      |
| 5              | Frankreich I       | Loan Bozzolo Chloé Trespeuch         |
| 6              | Kanada II          | Baptiste Brochu Carle Brenneman      |
| 7              | Frankreich II      | Merlin Surget Nelly Moenne-Loccoz    |
| 8              | Schweiz            | Kalle Koblet Lara Casanova           |

Datum: 3. Februar 2019